# Нидереггер, Иоганн Георг
Иоганн Георг Ни́дереггер (нем. Johann Georg Niederegger; 16 марта 1777, Ульм — 28 сентября 1859, Любек, Германский союз) — немецкий кондитер, основатель компании Niederegger, существующей до настоящего времени.

## Биография
Родился в 1777 году в Ульме в семье торговца Леонгарда Нидереггера и его жены Анны. Юношей Иоганн стал учеником кондитера в городе Лангенау, однако затем, на фоне политической нестабильности, вызванной Войной второй коалиции, в 1800 году перебрался на север Германии, в вольный город Любек. В Любеке Иоганн поступил подмастерьем в булочную-кондитерскую Иоганна Герхарда Марета у городской ратуши, работавшую с 1786 года. Помимо выпечки Марет занимался производством марципана. Уже вскоре Нидереггер внёс собственные изменения в рецепт: он уменьшил количество сахара и увеличил количество миндаля, создав золотой стандарт продукта, сегодня известного, как любекский марципан.
Марет скончался в 1806 году, и, поскольку его собственный сын был ещё мал, управление кондитерской временно перешло к Нидереггеру. Несмотря на то, что торговый Любек в те годы обеднел из-за проводимой Наполеоном политики континентальной блокады, кондитерская выстояла.
Когда в 1822 году Марет-младший достиг совершеннолетия, Нидереггер передал ему отцовскую кондитерскую, а на скопленные деньги открыл собственную. В последующие годы бизнес Нидереггера шёл в гору. Марципан обладал сравнительно долгим сроком хранения, что позволяло экспортировать его даже в Санкт-Петербург ко двору российских императоров, благодаря тому, что в то время между Любеком и Санкт-Петербургом существовало регулярное морское сообщение. Помимо марципана, кондитерская Нидереггера производила десерты и выпечку для гостей заведения, однако основной доход приносил марципан.
Иоганн Нидереггер скончался в 1859 году, будучи одним из самых известных предпринимателей Любека. Он был женат на женщине по имени Анна. В этом браке не было доживших до взрослого возраста сыновей, зато были две дочери. Одну из них кондитер выдал замуж за своего ученика Карла Георга Барта, который после смерти тестя вместе с супругой продолжил семейное дело.
В настоящее время кафе-кондитерская Niederegger по-прежнему находится в центре Любека. Здесь также производится любекский марципан под маркой Niederegger, который доступен в магазинах по всей Германии и поставляется в целый ряд зарубежных стран.